# 雷金纳德·希伯
雷金纳德·希伯（英語：Reginald Heber；1783年4月21日—1826年4月3日）是一位英国主教、文学家和赞美诗作者。 他是一位富有的地主和神职人员的儿子，在牛津大学读书时就以诗人著称。毕业后，他在斯堪的纳维亚半岛、俄罗斯和中欧旅行。他于 1807 年按立，接管了他父亲的堂区, 什罗普郡的Hodnet。他在担任乡村牧师 16 年后，于1823年10月，按立为圣公会加尔各答教区的主教，直到42岁去世。他到处旅行，致力于提高教友们的属灵水准和生活水准。这些艰巨的任务、恶劣的气候以及糟糕的健康状况，使他在英属印度工作不到三年时间，就崩溃并死亡。在那里和伦敦圣保罗座堂都竖立了纪念碑。他还写赞美诗和一般文学作品，包括对17 世纪神职人员杰里米·泰勒（Jeremy Taylor）作品的研究。在他死后不久，他的赞美诗集出版了。《圣哉三一歌》至今在圣三一主日仍然很受欢迎，而《晨星歌》（Brightest and Best）经常在主显节演唱。